# Margarito di Brindisi
Margarito di Brindisi, anche Megareites (1145 circa – 1197), è stato un pirata bizantino, divenuto poi ammiraglio del Regno normanno di Sicilia. Fu il primo conte palatino di Cefalonia e Zante, protagoniste delle vicende che videro la fine della dinastia normanna e il passaggio del Regno agli Svevi.

## Biografia

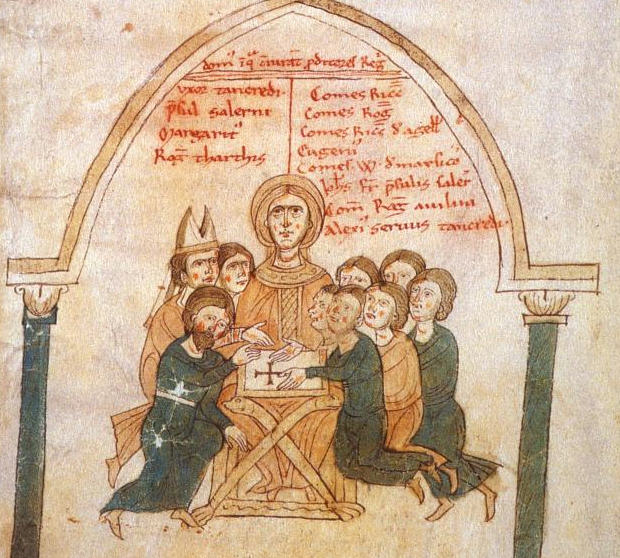
Margarito con Sibilla e i presunti cospiratori contro Enrico VI

Margarito, che succedette agli ammiragli Giorgio di Antiochia e Maione di Bari, guidò la flotta normanna sotto il regno di Guglielmo II (1166-1189) e Tancredi (1189-1194). Probabilmente iniziò la sua carriera come pirata greco, se è vero che il suo nome Margarita (che nei documenti e nelle cronache è più diffusa della forma poi adottata Margarito) è una modifica latina del termine greco bizantino ΜεγαϱείτηϚ (Megareites = di Megara).
Brindisi, con il suo porto, eccezionale per dimensioni, sicurezza e collocazione geografica, fu la sua città di elezione: vi tenne buona parte della flotta e vi abitò. I contemporanei apprezzavano enormemente le qualità di Margarito, al punto da definirlo Rex maris o Novus Neptunus, temutissimo dai nemici che lo consideravano niente più che un arcipirata.
Margarito compare inizialmente al fianco di Tancredi, allora conte di Lecce, a capo della flotta in azioni di disturbo antibizantine per conto di Guglielmo II: attorno al 1185 occupò le isole ionie e successivamente assaltò l'isola di Patmos. Nella primavera 1186 guidò la flotta normanna a Cipro (dove il governatore Isacco Comneno di Cipro si era ribellato a Bisanzio), con azione spregiudicata catturò 70 triremi dell'imperatore bizantino Isacco II Angelo procurando la maggiore perdita navale dell'impero d'Oriente con la deportazione in Sicilia dei generali bizantini: in seguito a ciò fu nominato conte di Zante, Cefalonia e Itaca.
Nell'autunno 1187, re Guglielmo II lo inviò in Terrasanta dopo che Saladino aveva riconquistato Gerusalemme: Margarito, con 60 navi e 200 cavalieri, pattugliò la costa della Palestina impedendo costantemente a Saladino di occupare altri porti crociati; infine, nel luglio 1188 sbarcò a Tripoli, costringendo Saladino alla ritirata, e allontanò i musulmani anche da Marqab, Latakia e Tiro.
Alla morte di Guglielmo (novembre 1189) Margarito tornò in Sicilia e fu uno strenuo sostenitore della contrastata ascesa al trono di Tancredi. Tuttavia, l'anno successivo fu costretto a lasciare il porto di Messina sotto l'attacco di Riccardo Cuor di Leone che saccheggiò la città (4 ottobre 1190). Margarito difese le ragioni di Tancredi soprattutto nei confronti del re di Germania Enrico VI, che avendo sposato la zia di Tancredi, Costanza d'Altavilla, avanzava pretese sul Regno di Sicilia. 
Quando Enrico VI assediò Napoli nell'estate del 1191, Margarito accorse in difesa della città, assaltò le navi pisane e liberò il porto; nel frattempo a Salerno Costanza veniva fatta prigioniera e condotta a Messina. Forse in occasione di questo inatteso successo Tancredi nominò Margarito primo conte di Malta (1192): la titolarità della contea di Malta forniva ingenti risorse e svolgeva, al pari dei porti di Brindisi e di Messina, un ruolo importante come infrastruttura per l'allestimento delle navi regie, l'ancoraggio e il reclutamento.
Ma alla morte di Tancredi (20 febbraio 1194), per Enrico VI fu più facile attuare la conquista del regno: Marcovaldo di Annweiler, al comando della flotta di navi pisane, genovesi e inglesi, costrinse alla resa prima Napoli e Messina e poi pose l'assedio a Palermo, che Margarito difese strenuamente fino al 20 novembre. 
Nei patti della resa, Margarito ottenne che Palermo non venisse saccheggiata dai conquistatori e che fossero rispettate le vite di Sibilla di Acerra, vedova di Tancredi, e dei suoi figli. 
Tuttavia quattro giorni dopo l'incoronazione di Enrico VI (Natale 1194), Sibilla e i suoi figli con altri notabili della corte normanna (tra i quali Margarito), artatamente accusati di un complotto ai danni di Enrico, vennero imprigionati e inviati in Germania.
Nella primavera 1197 fu scoperta una seconda congiura a Palermo contro l’imperatore, e Margarito, nonostante la sua sicura estraneità a tale congiura, fu accecato ed evirato. Dopo il 1197 si perdono le sue tracce, ma certo Margarito non può essere sopravvissuto a lungo alle conseguenze della punizione inflittagli da Enrico VI.
È da ritenere priva di ogni fondamento la notizia riportata nella Cronaca di Ruggero di Hoveden, secondo il quale nell'anno 1200, Margarito, ormai cieco, si mise al servizio del re di Francia Filippo il Conquistatore e sarebbe stato ucciso a Roma da un suo domestico, mentre si recava a Brindisi dove aveva radunato una flotta.

## La famiglia
Sposò Marina/Martina, figlia illegittima di Ruggero II di Sicilia. Da lei ebbe due figlie: 
- una figlia che portò in dote al marito Riccardo Orsini la contea di Cefalonia e Zante
- un'altra figlia, il cui marito, Leone Vetrano, governò Corfù dal 1199 al 1206

La tradizione che vuole che anche Guglielmo Grasso, il suo successore nella carica di Ammiraglio e conte di Malta, fosse suo figlio è invece priva di qualunque fondamento, in quanto è ormai dimostrato che il Grasso era un pirata e comandante di mare genovese che venne elevato alla carica proprio da Enrico VI.

## Le proprietà e i lasciti

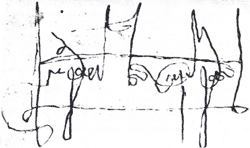
La firma autografa di Margarito.

Si è a conoscenza di una sua residenza a Messina che venne bruciata durante il saccheggio attuato da re Riccardo Cuor di Leone nel 1190.
Di un'altra lussuosa abitazione sul porto di Brindisi (denominata Domus Margariti, dotata di molte stanze e di un balneum, cioè terme private) siamo ampiamente documentati per i passaggi di proprietà e di funzioni che ebbe nel corso del XIII secolo: inizialmente donata da Federico II ai Cavalieri Teutonici (1215), fu poi dall'imperatore riscattata (1229) e adibita a sede della Zecca imperiale; dopo che la Zecca fu trasferita da Brindisi a Napoli, Carlo d'Angiò donò la Domus Margariti ai francescani di Brindisi perché vi costruissero il loro convento (1284).
Di Margarito ci sono pervenute importanti donazioni: due alla chiesa di San Nicola di Peratico a Colobraro (1192 e 1194), una al monastero di San Salvatore di Messina (1193) e altre alla chiesa premostratense di Santa Maria de Parvo Ponte a Brindisi.